# Evergon
Evergon (né Albert Jay Lunt en 1946) est un artiste de Niagara Falls dans la province de l'Ontario au Canada. Il est aussi connu par les noms Celluloso Evergoni, Egon Brut, et Eve R. Gonzales. Il est photographe, créant souvent des autoportraits, des oeuvres homoérotiques ainsi que des œuvres photographiques qui ressemblent en composition et en couleur aux peintures traditionnelles européennes. En plus des techniques photographiques traditionnelles, Evergon a travaillé avec la photo instantanée Polaroid (maintenant discontinuée) et utilise la technique du photo-collage.

## Éducation
Evergon a obtenu un baccalauréat en beaux-arts de l'Université Mount Allison à Sackville, au Nouveau-Brunswick en 1970, et a complèté une maîtrise en beaux-arts au Rochester Institute of Technology dans l'état de New York en 1974,.

## Thèmes
À travers sa carrière, des thèmes qui se répètent dans les œuvres d'Evergon sont la sexualité, le genre ou la masculinité, vieillissement, et l'image corporelle.

## Expositions
Evergon a exposé ses œuvres dans plus de mille expositions à travers le Canada et au niveau international,,.

En 2022, le Musée national des beaux-arts du Québec réalise une exposition rétrospective: Evergon. Théâtres de l'intime,.

## Prix
Evergon a reçu des prix pour son art du Conseil des arts du Canada et Petro-Canada.

## Musées et collections publiques
- Agnes Etherington Art Centre.
- Art Gallery of Hamilton[9].
- Banque d'art du Conseil des arts du Canada[10].
- Carleton University Art Gallery.
- Galerie Leonard & Bina Ellen, Université Concordia.
- Musée d'art de Joliette.
- Musée des beaux-arts de Montréal.
- Musée des beaux-arts du Canada.
- Musée national des beaux-arts du Québec[11].
- The Ottawa Art Gallery.
- Vancouver Art Gallery.